# HMS Cardiff (D108)
Pour les autres navires du même nom, voir HMS Cardiff.
Le HMS Cardiff est un destroyer britannique de type 42 et est le troisième navire de la Royal Navy à porter ce nom en l'honneur de la capitale galloise de Cardiff.

## Historique
Sa construction a été commencée par Vickers Shipbuilding and Engineering Ltd à Barrow-in-Furness (comté de Cumbria) et terminée par Swan Hunter à Hawthorn Leslie (Hebburn, comté de Tyne and Wear). Le Cardiff a été lancé le 22 février 1974.
Le Cardiff participe à la guerre des Malouines. 
Il abat le 6 juin 1982 à la suite d'un tir ami un hélicoptère Westland Gazelle AH1  
de l'Army Air Corps faisant quatre morts près de Pleasant Peak. Il abat le dernier avion argentin du conflit et accepte la reddition d'une garnison de 700 hommes à Port Howard. Durant la première guerre du Golfe, son hélicoptère embarqué Lynx coule deux dragueurs de mines irakiens.

## Armement
- 1 système de missiles anti-aériens de deux Sea Dart GWS30 (22 Sea Dart)
- 1 canon de marine de 4,5 pouces Mark 8 (en)
- 2 canons anti-aériens 20/70 Oerlikon Mk 7A
- 2 x 3 tubes lance-torpilles de 324mm STWS 2 TT
- 1 hélicoptère Westland Lynx embarqué doté de quatre missiles anti-navires et de deux torpilles anti-sous-marins.

### Modernisation
- Modernisation en 1982 : 2 x 2 canons anti-aériens 30/75 GCM-A03 Oerlikon et 2 canons 20/90 GAM-B01 Oerlikon

- Modernisation 1984-1989 : suppression des 2 canons 30/75, ajout de 2 x 6 20/76 Mk 15 Phalanx, de 2 DEC laser dazzlers et d'ADAWS-7 (Action Data Automation Weapons System Mk.7).